# Abraham Frans Gips

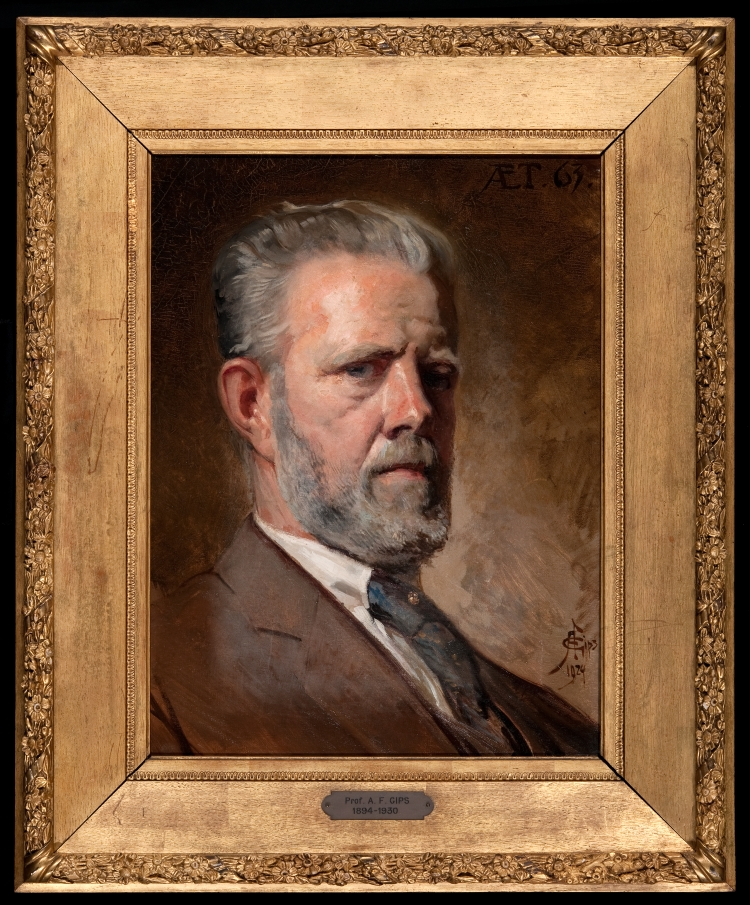
Portret van A.F. Gips, 1924.

Abraham Frans (Bram) Gips (Schiedam, 26 april 1861 – Den Haag, 29 september 1943) was een Nederlandse kunstschilder, tekenaar, wandschilder, interieurarchitect, docent, hoogleraar, graficus en boekbandontwerper.
Gips trouwde in 1887 met Cornelia Johanna Helena James (1862-1951), telg uit het geslacht James. Hij was werkzaam in Schiedam, in Delft van 1879 tot 1881, Parijs in 1882, in Antwerpen van 1884 tot 1885, in Brussel tot 1886, in Bergen op Zoom tot 1893, en in Delft van 1894 tot 1905.
Hij had een opleiding aan de Polytechnische School te Delft, aan de Academie in Antwerpen, de Académie des Beaux-Arts in Brussel en was leerling van Paul Tétar van Elven, Adolf leComte, Jean François Portaels, Charles Verlat, en was tevens leerling van zijn vader C. Gips (1877-1879). In 1882 vertrekt hij samen met studiegenoot Carl Heinrich Hermann Richard Joseph Rosse in april 1882 voor een korte stage naar Parijs. In datzelfde jaar starten zij een decoratiefirma in Schiedam die zij van 1883-1884 voortzetten aan het Noordeinde 148 te Den Haag. Zij ontwerpen in historische stijl stoffering, wand- en plafonddecoratie, meubelen en kunstindustriële voorwerpen. Kort daarop verdween Carl Rosse spoorloos. Er is nadien nimmer meer iets van hem vernomen. In 1903 werd door de rechtbank “rechtsvermoeden van overlijden” uitgesproken.
Gips was als opvolger van Paul Tétar van Elven van 1894 tot 1905 docent bij de Polytechnische School en daarna hoogleraar aan de Technische Hogeschool Delft.
Hij maakte ontwerpen voor kunstnijverheid en grafische kunst en schilderde landschappen, stadsgezichten, portretten, en marines. Ook maakte hij het ontwerp voor het plafond van de salon in Museum Paul Tétar van Elven. Voor uitgeverij Roelands in Schiedam ontwierp hij boekbanden voor de titels De Familie van den Resident, Snikken en Grimlachjes, Mary Hollis en De Kapitein van de Lijfgarde.

## Galerie

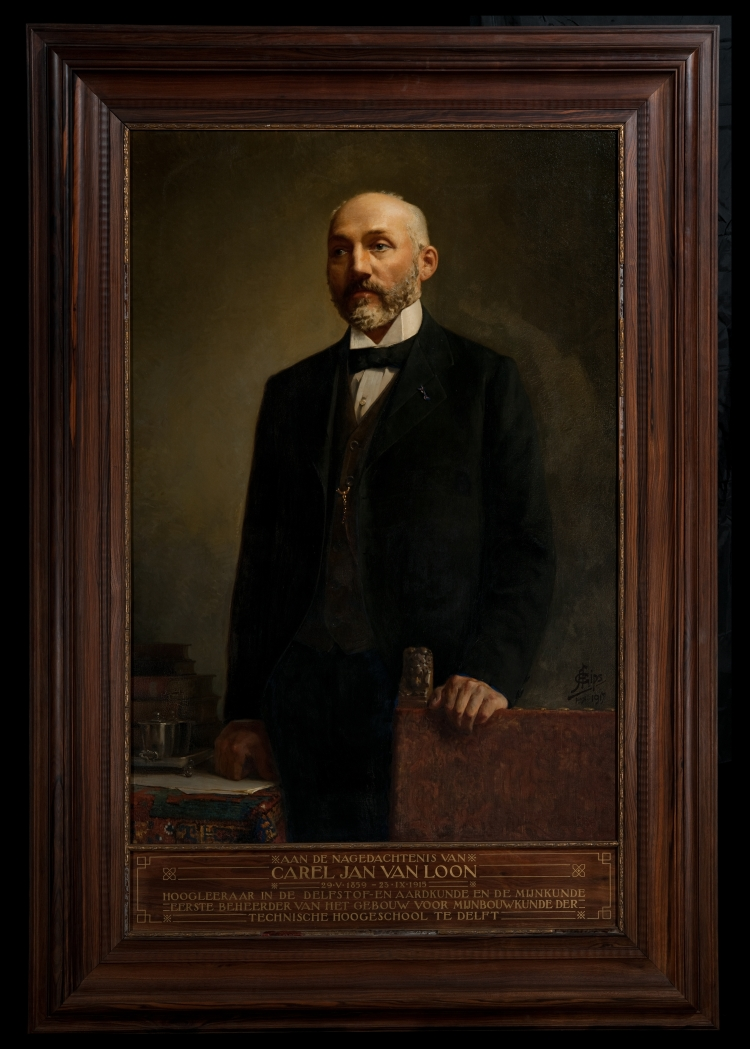
C.J. van Loon door Bram Gips, 1917
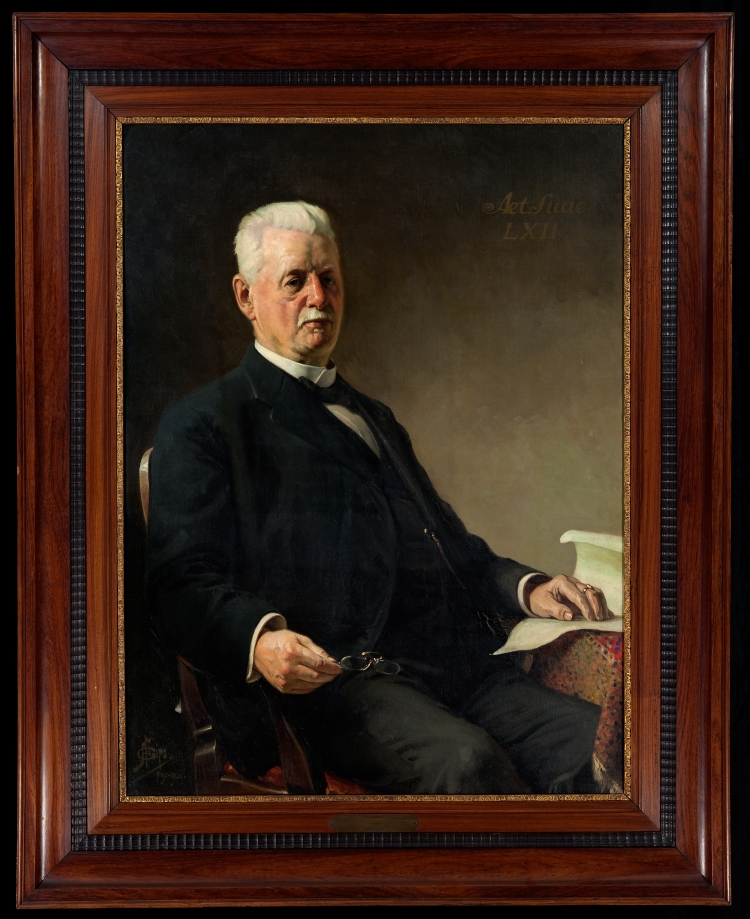
J.C. Dijxhoorn door Bram Gips, 1924
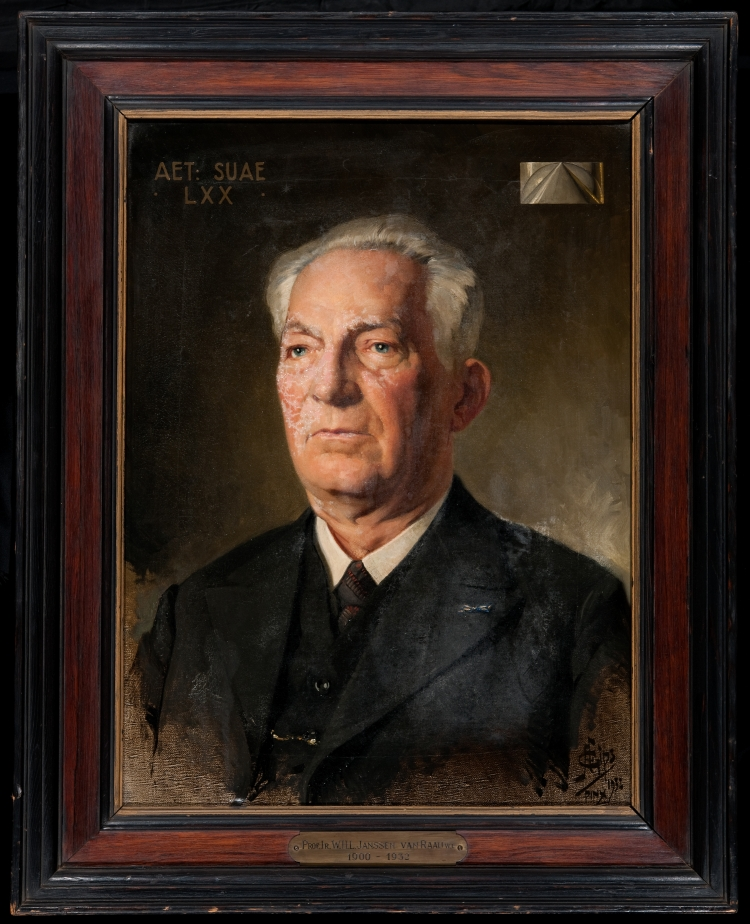
W.H.L. Janssen van Raay door Bram Gips, 1932
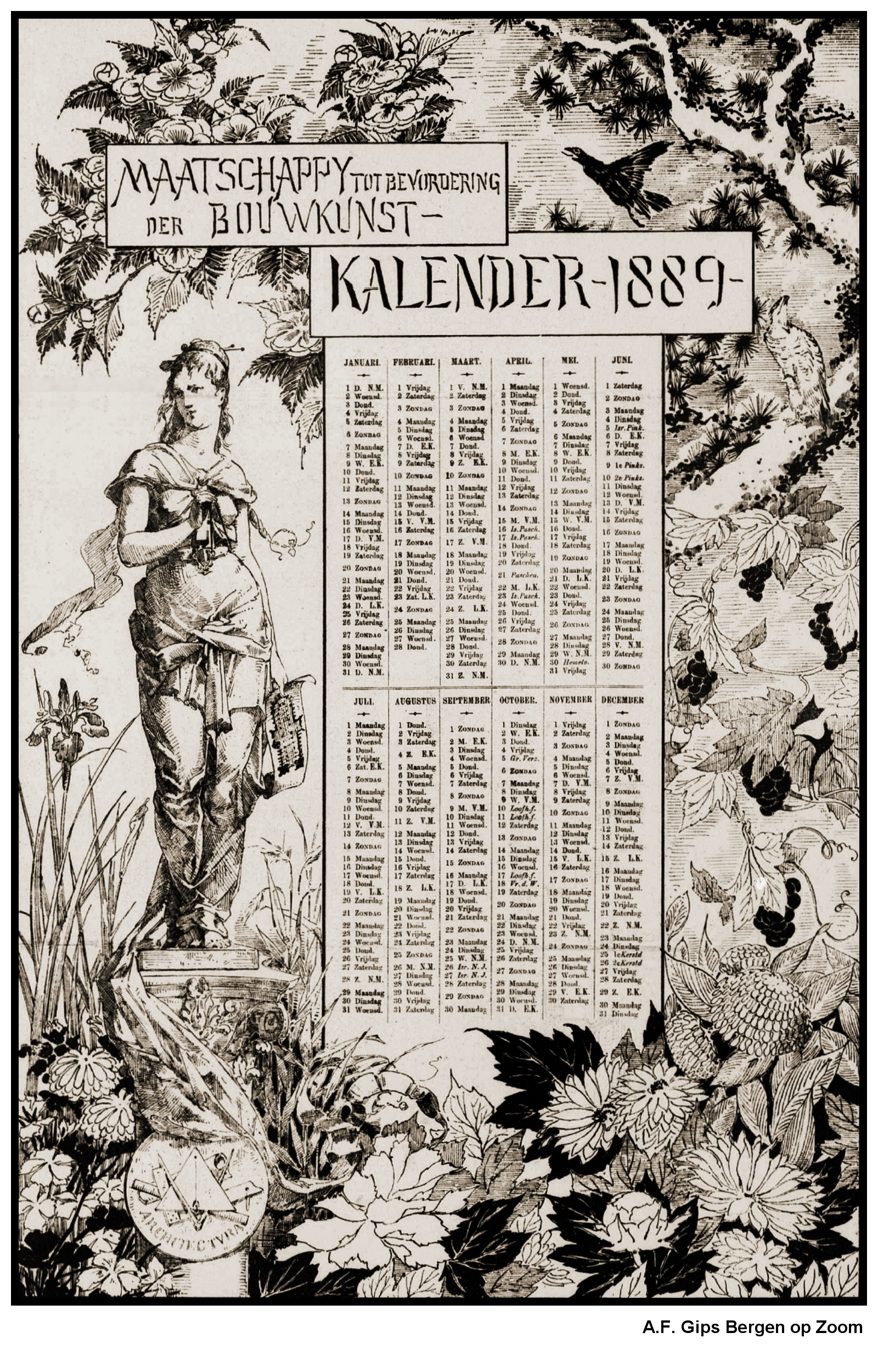
wandkalender voor Bouwkundig weekblad 1889